# کارل جانسون
کارل جانسون که با نام «سی‌جی» نیز شناخته می‌شود، یک شخصیت خیالی و قهرمان بازی ویدئویی اتومبیل‌دزدی بزرگ: سن آندریاس در سال ۲۰۰۴ است که پنجمین قسمت اصلی از سری اتومبیل‌دزدی بزرگ شرکت راک‌استار گیمز است. صداپیشگی او توسط یانگ مای لای انجام شده‌است، که همچنین به عنوان شبیه به شخصیت عمل کرد و برخی از موشن‌کپ‌ها را ارائه کرد.
کارل نفر دوم خانواده های خیابان گروو است، یک باند خیابانی مستقر در شهر خیالی لوس سانتوس. این باند توسط برادر کارل، سویت، رهبری می‌شود که او پس از مرگ برادر کوچکترشان با او بیگانه شد. پنج سال بعد، کارل پس از قتل مادرش به لس سانتوس باز می‌گردد و او را مجبور می‌کند تا در حالی که تحت فشار سازمان‌های جنایتکار و مقامات فاسد است، به سبک زندگی گانگستری خود بازگردد. تلاش کارل برای یافتن حقیقت پشت قتل مادرش، او را به ایجاد اتحاد، مقابله با باندهای خیابانی رقیب و ایجاد امپراتوری جنایتکار خود سوق می دهد.
برخلاف تامی ورسیتی در بازی قبلی که صداپیشگی او را بازیگر کهنه کار هالیوود ری لیوتا بر عهده داشت، راک استار گیمز به دنبال بازیگری بود که کمتر شناخته شده بود تا کارل را به تصویر بکشد، در عوض استعداد صدای افراد مشهور را به نقش های فرعی تنزل داد. تهیه کننده اجرایی سم هاوسر احساس می کرد که میلی جوان ناشناخته در آن زمان باعث می شود کارل بیشتر احساس انسان کند. این شخصیت مورد تحسین منتقدان قرار گرفت و از پیچیدگی، فقدان کلیشه و احساس وجدان او تمجید شد و به عنوان یکی از بزرگترین شخصیت های بازی های ویدیویی در تمام دوران ها در نظر گرفته می شود.

## مفهوم و طراحی
سی جی بیش از 7700 خط دیالوگ در Grand Theft Auto: San Andreas دارد: بیش از 3500 در کات سین و بیش از 4200 در جهان باز. سام هاوسر، تهیه کننده اجرایی، به دنبال یک بازیگر ناشناس برای سی جی بود، زیرا او متوجه شد که بازی ری لیوتا در نقش تامی ورسیتی در Vice City "تضاد" دارد. او تصمیم گرفت تا افراد مشهور را در نقش های فرعی انتخاب کند. راک استار پس از شنیدن صحبت های او با یکی از نویسندگان دی جی پو، از میلی جوان خواست که تست بازیگری بدهد.  او در لس آنجلس تست داد. برای یک تست، او بخش هایی از فیلمنامه انجمن تهدید دوم (1993) را خواند. او برای این نقش، اولین بازی بازیگری‌اش، چند هفته پس از تست بازیگری انتخاب شد  و حدود یک ماه در شهر نیویورک ضبط شد. او احساس کرد که توسعه دهندگان به او آزادی داده اند تا شخصیت خود را در CJ وارد کند. سام هاوسر احساس می کرد که ابهام یانگ میلی در صنعت باعث شد تا سی جی احساس "بسیار بسیار انسانی" کند.
هدف تیم این بود که سی‌جی «انسانی‌ترین» شخصیتی باشد که ساخته‌اند، و اطمینان حاصل کردند که او «شدیدترین داستان اطرافش» را دارد تا به بازیکنان امکان شناسایی را بدهد. "به شدت وقف" خانواده اش است، اما در صورت لزوم "خونسرد" می شود. میلی.[5] او گفت که هنگام به تصویر کشیدن این شخصیت تحت تأثیر زندگی خودش قرار گرفته است: "من میلی را روی سی جی گذاشتم. من او را تا جایی که می توانم، بدون تغییر زیاد فیلمنامه، می سازم". 
سن آندریاس عناصر نقش آفرینی را برای سفارشی کردن لوازم جانبی، لباس، مدل مو و خالکوبی CJ معرفی کرد. متعادل کردن غذا و فعالیت بدنی بر ظاهر و ویژگی های فیزیکی CJ تأثیر می گذارد. خوردن و ورزش سلامتی را حفظ می کند. تیم احساس می کرد که توانایی تنظیم وزن CJ به بازیکن کمک می کند تا احساس کند که اقدامات آنها می تواند عواقبی در بازی داشته باشد. دن هاوسر احساس می‌کرد که قابلیت شخصی‌سازی سی‌جی به بازیکنان اجازه می‌دهد تا با شخصیت‌ها ارتباط بهتری برقرار کنند.

## بیوگرافی شخصیت های داستانی

### پس زمینه
کارل از بورلی جانسون و پدری ناشناس در خانه خانوادگی او واقع در خیابان گروو در منطقه گانتون لوس سانتوس متولد شد. وقتی بزرگ شد، با مادر و خواهر و برادرش شان (ملقب به شیرین)، کندل و برایان خوب بود، البته نه با پدرش که به سختی او را به یاد می آورد. همانطور که او در یک نقطه بیان می کند، "[او] هرگز واقعاً پدری نداشت."[13] در سن جوانی، کارل، سویت و برایان با ملوین "بیگ اسموک" هریس و لنس "رایدر" ویلسون که در این منطقه زندگی می کردند دوست شدند. در همان خیابان، و هر پنج نفر درگیر فعالیت های جنایی کوچک شدند. پس از اینکه سویت به خانواده گرو استریت، یکی از قدیمی ترین و قدرتمندترین باندهای خیابانی در لس سانتوس پیوست، در نهایت رهبر آن شد و کارل، برایان، بیگ اسموک و رایدر را وارد باند کرد.
در سال 1987، با گسترش تجارت مواد مخدر، اکثر باندها در لوس سانتوس در تلاش برای افزایش قدرت خود شروع به فروش مواد مخدر کردند. با این حال، اصول سوئیت علیه استفاده از مواد مخدر او را از انجام همین کار باز داشت و باعث شد خانواده ها به آرامی بیشتر نفوذ و قلمرو خود را به رقبای خود از دست بدهند. تقریباً در همان زمان، برایان در شرایط نامعلومی کشته شد، به احتمال زیاد حمله یک باند رقیب، که گفته می شود کارل شاهد آن بوده است، اما هیچ کاری برای نجات برادرش انجام نداد. این باعث تیره شدن روابط او با دوستان و خانواده اش شد، به ویژه با سویت، که او را مقصر این فاجعه می دانست. کارل پس از اینکه تصمیم گرفت زندگی اش در لوس سانتوس امیدوارکننده نبود، روابط خود را با همه قطع کرد و به لیبرتی سیتی نقل مکان کرد، جایی که به مدت پنج سال در آنجا اقامت کرد و در سرقت اتومبیل برای جوی لئونه کار پیدا کرد.

### بازگشت به لس سانتوس
داستان اصلی بازی با پرواز کارل به لوس سانتوس پس از مرگ مادرش در تیراندازی در سال 1992 آغاز می شود. پس از ورود، کارل با افسران اداره پلیس لس سانتوس (LSPD) فرانک تنپنی، ادی پولاسکی و جیمی هرناندز، سه عضو بسیار فاسد واحد پلیس جامعه شهر، منابع جامعه در برابر هودلوم های خیابانی (CRASH) مواجه می شود. تنپنی و همکارانش در همان اوایل به کارل هشدار می دهند که قصد دارند او را متهم به قتل افسر پلیس رالف پندلبری کنند که کراش او را کشته بود تا از افشای فعالیت های غیرقانونی آنها جلوگیری کند. آن‌ها همچنین کارل را مجبور می‌کنند تا در ازای امنیت خود و خانواده‌اش برای آنها کار کند.
پس از اتحاد مجدد با سویت، کندل، بیگ اسموک و رایدر، کارل متوجه می شود که خانواده ها تقریباً تمام قلمروهای خود را به رقبای اصلی خود، بالاس، در طول غیبت او از دست داده اند و موافقت می کند که در لوس سانتوس بماند و به حل مشکلات باند کمک کند. . در حین انجام این کار، او با دوست پسر کندل و رهبر Varrios Los Aztecas، سزار ویالپاندو، علیرغم مخالفت های اولیه سویت، دوست می شود و به دوستش جفری "OG Loc" Cross کمک می کند تا با وجود کمبود استعداد، حرفه خود را به عنوان یک خواننده رپ شروع کند.
تجدید حیات خانواده‌ها کوتاه مدت است، زیرا کارل متوجه می‌شود که بیگ اسموک و رایدر با ایجاد اتحاد با CRASH و بالاس به باند خیانت کرده‌اند و حمله‌ای را طراحی کرده‌اند که باعث کشته شدن مادرش شد، که در واقع برای سویت در نظر گرفته شده بود. از بین بردن خانواده ها در حالی که کارل این موضوع را کشف می کند، سویت توسط گروهی از بالاها کمین می شود و زخمی می شود. کارل برای نجات او از راه می رسد، اما هر دو برادر در نهایت توسط پلیس دستگیر می شوند. در حالی که سویت در انتظار محاکمه به زندان می‌رود، کارل توسط کراش ربوده می‌شود و او را به حومه شهر در نزدیکی لوس سانتوس می‌برد تا بتواند برای آنها کار کند. تن پنی تهدید می کند که اگر کارل بخواهد به لس سانتوس بازگردد یا در معاملات CRASH با بیگ اسموک، رایدر و بالاس که عملاً شهر را تصرف کرده و آن را با مواد مخدر پر کرده اند، مداخله کند، سویت را خواهد کشت.

### تبعید، اتحادهای جدید و سرمایه گذاری های تجاری
کارل در طول مدتی که در حومه شهر بود با یک کشاورز علف هرز هیپی معروف به "حقیقت" دوست می شود و چندین سرقت را در کنار کاتالینا، پسر عموی روان پرخاشگر سزار انجام می دهد، که با او وارد یک رابطه کوتاه مدت می شود. او همچنین در چند مسابقه خیابانی غیرقانونی شرکت می‌کند که توسط رهبر سه‌گانه نابینا وو زی مو ("Woozie") برگزار می‌شود، که در آن یک گاراژ منقرض شده از دوست پسر جدید کاتالینا برنده می‌شود. کارل و همکارانش بعداً به سان فیرو می‌روند، جایی که با کمک چندین متحد جدید، گاراژ را به یک مغازه خرد کردن وسایل نقلیه تبدیل می‌کنند و یک نمایندگی خودرو و یک مغازه RC خریداری می‌کنند. کارل بعداً برای Triads محلی کار می‌کند و در این فرآیند روابط خود را با Woozie تقویت می‌کند و بزرگترین کارتل مواد مخدر سن آندریاس، Loco Syndicate را که کوکائین کراک را به بالاها عرضه می‌کرد، نفوذ کرده و نابود می‌کند. در این روند، او همچنین از رایدر به خاطر خیانتش انتقام می گیرد و او را در جلسه ای با رهبران سندیکا می کشد.
پس از حذف سندیکای لوکو، رهبر سابق آن، مایک تورنو، با کارل تماس می گیرد که خود را یک مامور مخفی دولتی نشان می دهد و در ازای آزادی زودهنگام سویت از زندان، از او برای انجام چندین عملیات کمک می گیرد. زمانی که کارل برای تورنو کار می کرد، یک فرودگاه متروکه در بیابان را خریداری می کند، گواهینامه خلبانی می گیرد و یک جت پک 60 میلیون دلاری را از یک پایگاه نظامی می دزدد. او بعداً به لاس ونتوراس سفر می کند تا به ووزی کمک کند تا با دزدی از کازینوی رقیب مافیایی، کالیگولا، پس از جلب اعتماد اوباش با کار برای دون سالواتوره لئونه، پدر کارفرمای سابق کارل، کازینوی باز کند. در این روند، او با مدیر سابق کالیگولا، کن روزنبرگ، دوست می شود و به او و همکارانش کمک می کند تا از چنگال سالواتوره فرار کنند. کارل در طول اقامتش در لاس ونتوراس، رپر معروف سابق مدد داگ را که به طور ناخواسته در حین کمک به OG Loc نابود کرد، از یک اقدام خودکشی نجات می‌دهد و به کار برای CRASH ادامه می‌دهد تا زمانی که آنها خیانت می‌کنند و سعی می‌کنند او را بکشند. کارل توسط افسر هرناندز که با گزارش دادن به شرکای خود به امور داخلی مخفیانه خیانت کرد نجات می یابد و پولاسکی را پس از قتل هرناندز به قتل می رساند. سوئیت بعداً با کارل تماس می گیرد که به حبس ابد محکوم شده است و عملاً ابزار چانه زنی تن پنی را حذف می کند.
در حالی که کارل و همکارانش برای بازگشت به لوس سانتوس برنامه ریزی می کنند، مد داگ از کارل می خواهد که مدیر او شود و به او کمک کند تا حرفه اش را بازسازی کند. کارل مالکیت عمارت مد داگ در لوس سانتوس را که دومی برای مواد مخدر به باند واگوس فروخته بود، دوباره به دست می‌آورد و با کمک روزنبرگ و دوستانش کار خود را از سر می‌گیرد.

### بستن انتهای شل
مدت کوتاهی پس از بازگشت او به لوس سانتوس، تورنو برای کار نهایی با کارل تماس گرفت. پس از اتمام، دومی به توافق آنها احترام می گذارد و سویت را از زندان آزاد می کند. با وجود اینکه سویت از بازگشت برادرش خوشحال است، اما از سرمایه گذاری های تجاری کارل تحت تأثیر قرار نمی گیرد و او را به خاطر فراموش کردن باند آنها سرزنش می کند، قبل از اینکه با او صحبت کند تا بار دیگر به بازسازی قدرت خانواده کمک کند.
در طول این مدت، تن پنی به اتهامات متعددی محاکمه می شود، اما در محاکمه خود تبرئه می شود و باعث شورش در تمام مناطق تحت اشغال گروه های تبهکار لوس سانتوس می شود. در بحبوحه هرج و مرج، کارل چمن از دست رفته خانواده ها را از رقبای خود پس می گیرد و بیگ اسموک را به پنت هاوس قصرش می کشد، جایی که او را به خاطر خیانتش می کشد. سپس تن پنی از راه می رسد تا سهم خود را از پول اسموک بگیرد و کارل را بکشد، اما دومی زنده می ماند و تن پنی را که در حال رانندگی یک ماشین آتش نشانی است، با کمک سویت تعقیب می کند. تعقیب و گریز برادران در نهایت باعث می شود که تن پنی با ماشین آتش نشانی در خارج از خانه خانواده کارل تصادف کند و در نتیجه او بر اثر جراحات جان خود را از دست بدهد. با کشته شدن تن پنی، شورش ها به یکباره پایان می یابند و تمام پایان های سست زندگی کارل حل می شود.
در پایان بازی، کارل و متحدانش در حال بحث در مورد آینده‌شان در خانه اولی دیده می‌شوند، زمانی که مد داگ از آنها دیدن می‌کند تا اعلام کند که برای آلبوم جدیدش رکورد طلایی دریافت کرده است. در حالی که همه جشن می گیرند، کارل خانه را ترک می کند تا چیزهای اطراف محله را بررسی کند.

## بازخوردها
شخصیت کارل جانسون پس از انتشار Grand Theft Auto: San Andreas مورد تحسین منتقدان قرار گرفت و در لیست های بسیاری از بهترین شخصیت های بازی های ویدیویی قرار گرفته است. جان دیویسون، نویسنده رسمی مجله پلی استیشن ایالات متحده، سی جی را به دلیل شخصیت لایه‌ای و رفتار واقع‌گرایانه‌اش «احتمالاً یکی از توسعه‌یافته‌ترین و باورپذیرترین شخصیت‌های بازی ویدیویی می‌دانست که تا کنون ساخته شده است». اقدامات بازی کمتر قابل باور هستند، مشکلی که ممکن است از طریق آن دور زده شده باشد روایتی منشعب. جسی SChedeen از IGN، از بین تمام قهرمانان سریال، "تعداد کمی به اندازه CJ بدجنس یا قانع کننده هستند" و سفارشی سازی را ستوده است. پل تامبورو از کریوآنلاین نوشت که «تسلط بر شخصیتی که مراقب زمان و زمان انجام کشتار دسته جمعی عجولانه نیست، شاداب بود» و متیو کوپر از Sabotage Times گفت که سی جی «اولین کسی بود که با وجدان، اولین کسی که ظاهراً از کشتن تعداد زیادی از مردم لذت نمی برد».
GameDaily CJ را در میان لیست خود از بهترین شخصیت‌های سیاه‌پوست در بازی‌های ویدیویی فهرست کرد، و این ایده را رد کرد که او کلیشه‌های منفی را تقویت می‌کند، زیرا او "بیشتر جیمز باند زاده محله یهودی نشین است تا گانگستای مستقیم". به طور مشابه، لری هستر از Complex Gaming، سی‌جی را به‌عنوان "بازیگر با قلب خوب" معرفی کرد. در سال 2008، The Age CJ را "متواضع ترین" ضدقهرمانان Grand Theft Auto و "یکی از اولین شخصیت های اصلی آفریقایی-آمریکایی قوی در هر بازی ویدئویی بزرگ" نامید. مت هلگسون از Game Informer احساس می کرد "او به راحتی می توانست یک کلیشه گانگستری دیگر باشد، اما در پایان سن آندریاس، ما سی جی را به عنوان مردی معیوب، اما در نهایت خوب می بینیم که در بدترین شرایط بهترین کار ممکن را انجام داد." در سال 2011، خوانندگان نسخه گیمر رکوردهای جهانی گینس، کارل «سی جی» جانسون را به عنوان بیست و دومین شخصیت برتر بازی ویدیویی انتخاب کردند. همه زمان ها.
سی جی قهرمان سال 2005 در جوایز جوی استیک طلایی شد. در G-Phoria، CJ نامزد برای شخصیت مورد علاقه و Young Maylay برای بهترین اجرای صوتی - مرد شد.
به دلیل محبوبیت CJ و سادگی نسبی مدل شخصیت او، تبدیل غیررسمی مدل CJ به بازی های ویدیویی مختلف به یک "سنت" طنز و یک آیتم آزمایشی غیررسمی در جامعه مودینگ تبدیل شده است، به ویژه زمانی که یک بازی برای تغییرات پشتیبانی می شود، به روشی مشابه Doom که به هر پلتفرم محاسباتی منتقل می‌شود.